# Real Tamale United
Il Real Tamale United è una squadra di calcio africana del Ghana che milita nel campionato ghanese.
Ha vinto una Ghana Telecom gala nel 1997-1998.
Il club è stato fondato da Alhaji Adam.

## Palmarès

### Altri piazzamenti
- Coppa del Ghana:

Finalista: 1981, 1986, 1998

## Statistiche

### Partecipazioni in competizioni CAF
- CAF Cup: 3

1992, 1996, 1998